# تفنگدار دریایی

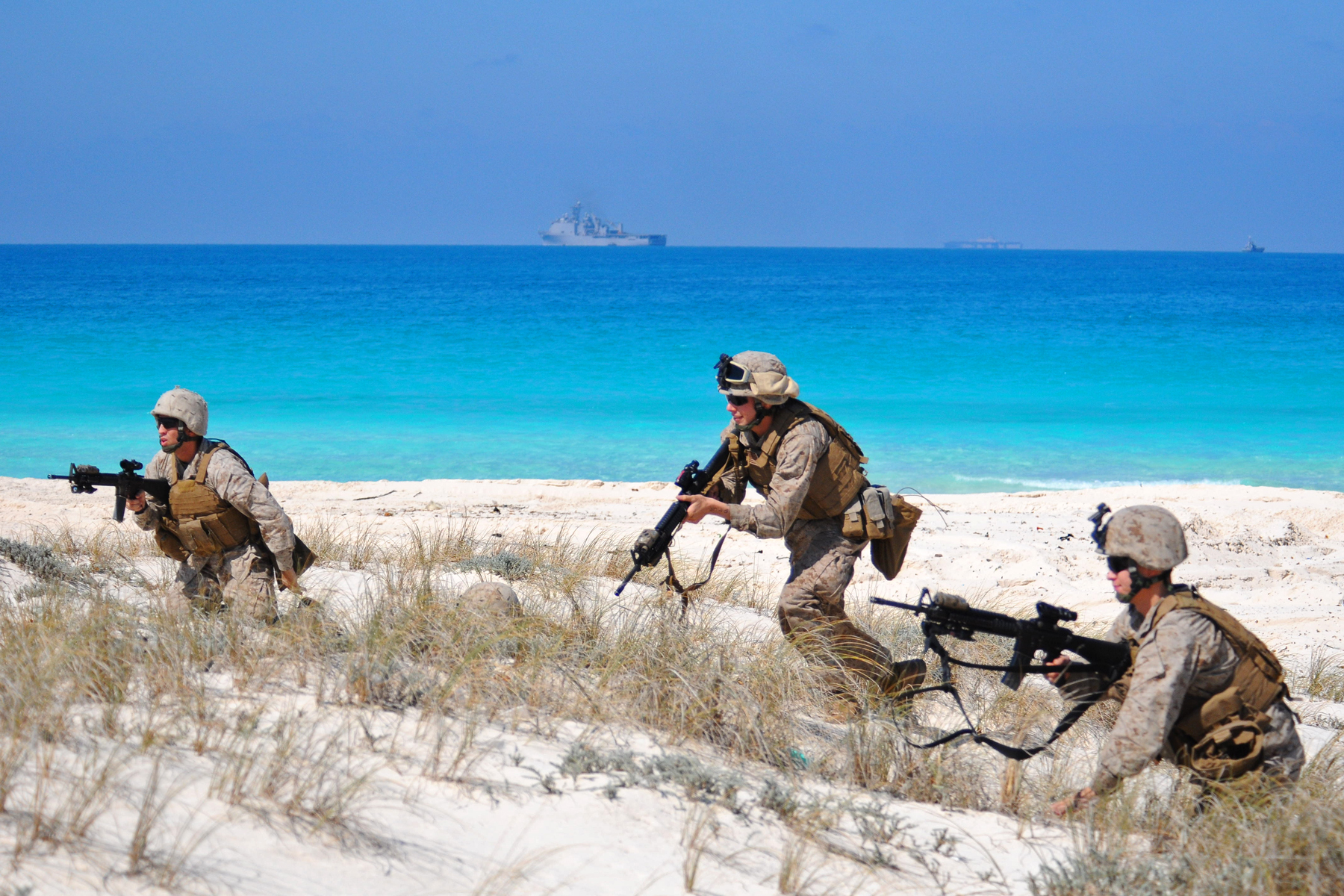
تصویری از تفنگداران دریایی

تفنگدار دریایی (انگلیسی: Marines) به نیروهای پیاده‌نظام در نیروی دریایی ارتش‌ها گفته می‌شود که متخصص پشتیبانی از عملیات آبی خاکی و هوایی نیروهای مسلح و نیز انجام عملیات نظامی به‌صورت مستقل هستند. در بسیاری از کشورها، تفنگداران دریایی بخشی جدایی ناپذیر از نیروی دریایی شمرده می‌شوند، اما در برخی از کشورها همچون ایالات متحده آمریکا، سپاه تفنگداران دریایی، اگرچه در ساختار سازمانی زیر مجموعه نیروی دریایی ایالات متحده قرار دارد، ولی به‌طور کامل، مستقل کار می‌کند.
به تکاور دریایی، تفنگدار می‌گویند.